# Puig de les Tres Corones
El Puig de les Tres Corones és una muntanya de 1.906,7 metres d'altitud del límit dels termes comunals d'Aiguatèbia i Talau i Caudiers de Conflent, tots dos de la comarca del Conflent, a la Catalunya del Nord.
És a la zona sud-oest del terme de Caudiers de Conflent i a la nord-oest del d'Aiguatèbia i Talau, al sud-est del Bosc Estatal de Coma de l'Egua, al nord-est del Roc del Solà de la Llaguna i del Puig de la Socarrada d'en Felip.